# Bulbostylis floccosa
Bulbostylis floccosa är en halvgräsart som först beskrevs av August Heinrich Rudolf Grisebach, och fick sitt nu gällande namn av Charles Baron Clarke. Bulbostylis floccosa ingår i släktet Bulbostylis och familjen halvgräs.
Artens utbredningsområde är Kuba. Inga underarter finns listade i Catalogue of Life.